# BxB Hulk
Pour les articles homonymes, voir Hulk (homonymie) et Ishihara.
Terumasa Ishihara (石原 輝政, Ishihara Terumasa), plus connu sous son nom de ring BxB Hulk, est un catcheur japonais, travaillant à la Dragon Gate.

## Carrière
Terumasa Ishihara étudie le catch à la Dragon Gate Dojo. Il intègre Dragon Gate grâce à Magnum Tokyo, personnage dont il s'inspire beaucoup, notamment avec ses danses d'avant-match.

### Dragon Gate
Il fait ses débuts à la Dragon Gate lors de The Brave Gate Tour 2005 - Jour 1, où il perd contre Susumu Yokosuka.

#### Pos.HEARTS (2005-2007)
Il est intégré au clan Pos.Hearts par Magnum Tokyo (en compagnie de Anthony W. Mori et Super Shisa). Pos.Hearts servira principalement de tremplin à Hulk, le clan ne remportant qu'une seule victoire majeure: le Open the Triangle Gate Championship en décembre 2006 avec une victoire contre Naruki Doi, Masato Yoshino et Gamma. Ils perdront le titre dès leur première défense le mois suivant, ce qui mènera à la dissolution du clan quelque temps après.

#### Typhoon puis New Hazard (2007-2008)
Il rejoindra ensuite le clan Typhoon de Cima qui entre en guerre contre le clan Muscle Outlaw'z. Mais au beau milieu de cet affrontement, lui et l'un des membres de MO'z Cyber Kong quittent chacun leur clan et créent New Hazard, en compagnie de Shingo Takagi et Yamato. Lui et Shingo remportent en janvier 2008 le titre GHC Junior Heavyweight Tag Team Championship, ainsi que le Open the Triangle Gate Championship à 2 reprises (avec Cyber Kong).
En avril 2008, Yamato trahit New Hazard pour rejoindre les Muscle Outlaw'z. Le mois suivant, Shingo Takagi et Cyber Kong se retournent contre lui avant leur défense de titre contre Yamato, Genki Horiguchi et Gamma, rendant ainsi le titre vacant et mettant fin au clan.

#### WORLD-1 (2008-2011)
Naruki Doi et Masato Yoshino - qui venaient de quitter les Muscle Outlaw'z - se joignèrent à Hulk pour tenter de remporter le Open the Triangle Gate Championship laissé vacant en affrontant Real Hazard (Gamma, Shingo Takagi et Yamato) lors de Aggressive Gate 2008 - Jour 2. Ils n'y parvinrent pas mais annoncent la formation de leur nouveau clan WORLD-1 en compagnie de Naoki Tanizaki et mcKZ.
Le 7 juin 2009, lui, Masato Yoshino et PAC battent WARRIORS-5 (CIMA, Gamma et KAGETORA) et remportent les Open the Triangle Gate Championship.
Le 28 novembre 2009, il remporte un tournoi d'une nuit lors du DGUSA Freedom Fight et devient le premier détenteur du Open the Freedom Gate Championship.
Le 28 janvier 2011, lors de United: NYC, il perd son titre Open The Freedom Gate Championship contre Yamato.
Le 14 avril 2011, Hulk, PAC et Susumu Yokosuka perdent contre les Blood Warriors (CIMA, Dragon Kid et Ricochet) et WORLD-1 est forcé à la séparation.

#### Mad Blankey (2012–2014)

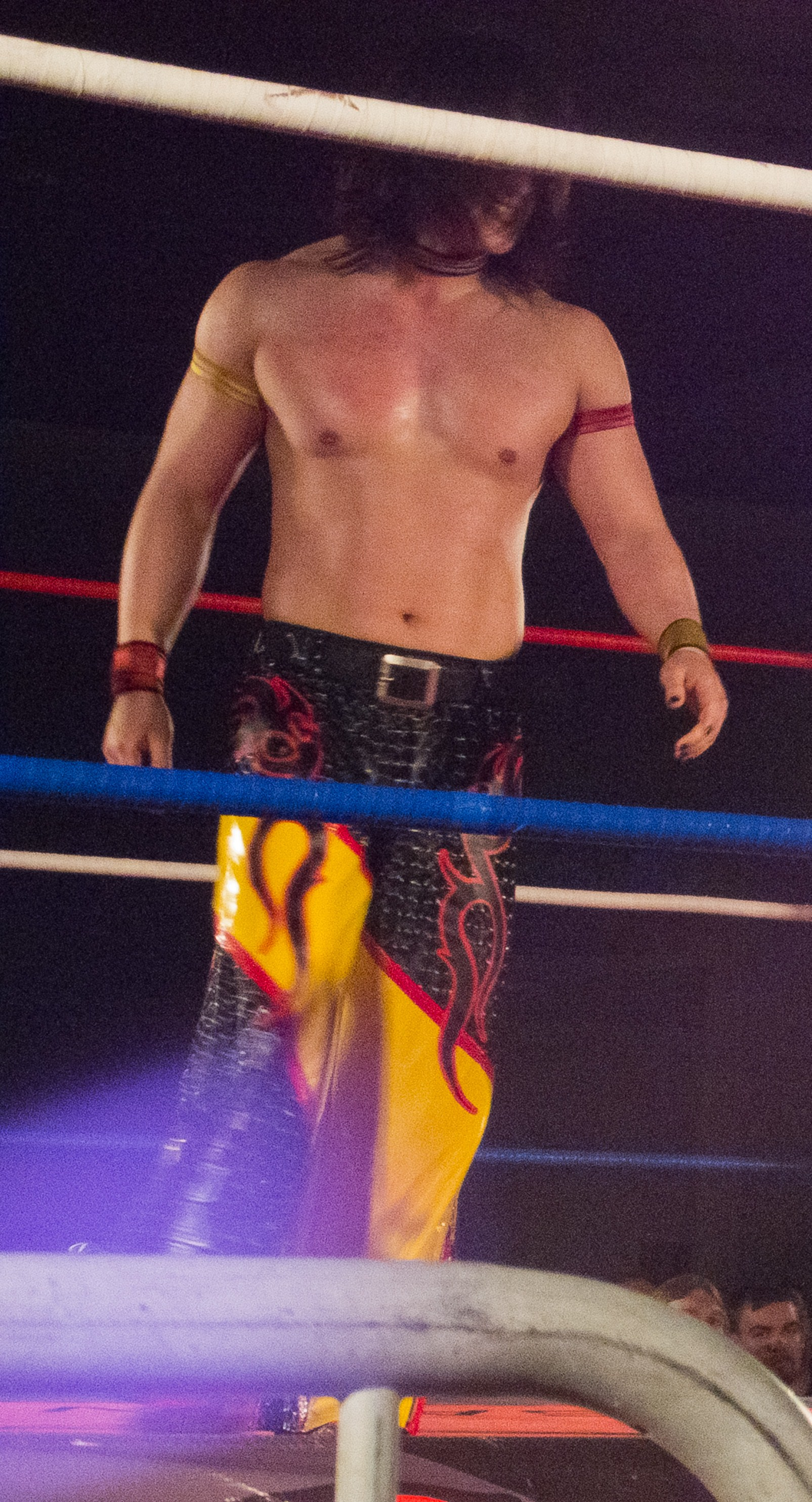
Ishihara en 2012

Le 1er mars, le nouveau chef des Blood Warriors, Akira Tozawa, change le nom du groupe en Mad Blankey.
Lors de Open The Ultimate Gate 2012, il bat Sami Callihan.
Le 2 mars 2013, lui et Uhaa Nation battent Don Fuji et Masaaki Mochizuki et remportent les Open the Twin Gate Championship. Le 5 mai, ils perdent les titres contre Akatsuki (Shingo Takagi et Yamato). Le 15 Juin, lui et Akira Tozawa remportent les Open the Twin Gate Championship pour la deuxième fois en battant Akatsuki (Shingo Takagi et Yamato), lorsque Yamato se retourne contre Shingo Takagi et rejoint Mad Blankey. Le 21 juillet, ils perdent les titres contre World-1 International (Naruki Doi et Ricochet).
Le 6 octobre, lui, Yamato et Cyber Kong battent Monster Express (Shingo Takagi, Akira Tozawa et Masato Yoshino) pour remporter les vacants Open the Triangle Gate Championship. Le 5 décembre, ils perdent les titres contre Millennials (Eita, Flamita et T-Hawk).
Lors de Kobe Pro-Wrestling Festival 2014, il bat Yamato et remporte le Open the Dream Gate Championship. Lors de Final Gate 2014, il conserve son titre contre Shingo Takagi. Le 14 juin, il perd le titre contre Masato Yoshino.
Lors du Hair Vs. Mask Steel Cage Survival Double Risk Six Way Match de Dead Or Alive 2016, les membres de VerserK trahissent Yamato, le virant du groupe et l’empêchant de s'échapper avant que Kzy ne vienne à son secours et empêche Kotoka de s'échapper avec Yosuke Santa Maria, Jimmyz, Monster Express et Over Generation faisant de même. Shingo Takagi retourne cependant dans la cage pour l'attaquer davantage mais Hulk fait son retour sur le ring pour faire fuir Shingo Takagi, permettant à Yamato de s'échapper de la cage, de raser des cheveux de Kotoka pour un an, de former une alliance avec Kzy, Yosuke Santa Maria et Hulk et de promettre de détruire VerserK.
Lors de Gate Of Destiny 2017, lui, Kzy et Yamato battent VerserK (Shingo Takagi, Takashi Yoshida et El Lindaman) et MaxiMuM (Masato Yoshino, Naruki Doi et Kotoka) et remportent les Open the Triangle Gate Championship.
Le 22 juillet, lui et Yamato battent MaxiMuM (Big R Shimizu et Ben-K) et remportent les Open the Twin Gate Championship,. Lors de Dangerous Gate 2018, ils conservent les titres contre Masaaki Mochizuki et Shun Skywalker.

#### Heel Turn et R.E.D (2019–2022)
En octobre, Eita annonce que R.E.D serait rejoint par deux nouveaux membres. Leur identité a été gardée secrète sous le déguisement du Dr Muscle. Lors de Final Gate 2019, lui et Yamato battent R.E.D (Eita et Big R Shimizu) et remportent les Open the Twin Gate Championship pour la deuxième fois. Le 18 décembre, il se retourne contre Yamato pour rejoindre R.E.D, se révélant être le démon masqué rouge et reproche à Yamato d'avoir inviter Kai à rejoindre Tribe Vanguard alors qu'il était blessé et que Kai avait également une blessure au cou, ce qui le conduit à voler les Open the Twin Gate Championship. R.E.D se retrouve ensuite impliqué dans une Guerre des Générations contre les clans Dragon Gate et Toryumon.
Il participe ensuite avec Kazma Sakamoto au tournoi qui déterminera les nouveaux Open the Twin Gate Champions qu'ils remportent le 15 janvier 2020 en battant Yamato et Ben-K. Lors de Champion Gate In Osaka 2020 - Tag 2, ils défendent leur titres contre Dragon Gate (Yamato et Kai) dans un match qui se termine en No-Contest. Lors de Memorial Gate 2020, ils perdent leur titres contre Dragon Gate (Jason Lee et Kota Minoura).
Lors de Kobe Pro Wrestling Festival, lui et Kai battent Dragon Gate (Yamato et Kota Minoura) et remportent les vacants Open the Twin Gate Championship. Lors de Gate Of Origin 2020, ils conservent les titres contre Dragon Gate (Yamato et Kzy),. Lors de Final Gate 2020, ils conservent les titres contre Don Fujii et Masaaki Mochizuki.

#### Z-Brats (2022-2023)
Le 5 février, à la suite du départ d'Eita, H.Y.O et SB KENTo ont décidé de changer le nom du clan qui s'appellera dorénavant Z-Brats, afin de se démarquer du concept de RED créé par Eita.
Le 20 février, lui Shun Skywalker et H.Y.O participent à un tournoi pour couronner les nouveaux Open the Triangle Gate Champions. Lors du tournoi, ils battent Riki Iihashi, Ishin Iihashi et Takuma Fujiwara en demi-finale, avant de perdre contre Natural Vibes (Kzy, Jacky "Funky" Kamei et Yuta Tanaka) en finale.
Le 2 décembre, lui et Kai battent D'courage (Dragon Dia et Madoka Kikuta) et remportent les Open the Twin Gate Championship pour la deuxième fois. Le 4 décembre, ils perdent les titres contre Natural Vibes (Big Boss Shimizu et Kzy).

## Palmarès
- Dragon Gate
  - 1 fois Open the Dream Gate Championship
  - 9 fois Open the Triangle Gate Championship avec CIMA et Jack Evans (1), Anthony W. Mori et Super Shisa (1), Shingo Takagi et Cyber Kong (2), Masato Yoshino et PAC (1), Akira Tozawa et Naoki Tanisaki (1),Cyber Kong et Yamato (1), Yamato et Kzy (1) et Kota Minoura et Ben-K (1, actuel)
  - 9 fois Open the Twin Gate Championship avec Akira Tozawa (2), Naoki Tanisaki (1), Uhaa Nation (1), Yamato (2), Kazma Sakamoto (1) et Kai (2)

- Dragon Gate USA
  - 1 fois Open the Freedom Gate Championship

- Pro Wrestling NOAH
  - 1 fois GHC Junior Heavyweight Tag Team Championship avec Shingo Takagi

## Récompenses des magazines
- Pro Wrestling Illustrated

| Année | 2007 | 2008 | 2009 | 2010 | 2011 | 2012 | 2013 | 2014 | 2015 | 2016 |
| ----- | ---- | ---- | ---- | ---- | ---- | ---- | ---- | ---- | ---- | ---- |
| Rang  | 360  | 392  | 341  | 98   | 90   | 149  | 233  | 91   | 59   | 198  |
| Année | 2017 |      |      |      |      |      |      |      |      |      |
| Rang  | 280  |      |      |      |      |      |      |      |      |      |